# Рожков, Илья Николаевич
Илья Николаевич Рожков (род. 29 марта 2005, Казань) — российский футболист, защитник клуба «Рубин».

## Игровая карьера
Воспитанник зеленодольской спортивной школы № 3 (первый тренер — Дмитрий Евгеньевич Кондратьев) и академии футбольного клуба «Рубин» (Казань), в которую перешёл в 2014 году.
За команды «Рубина» в Юношеской и Молодёжной футбольных лигах провёл 47 матчей (26 матчей: 4 гола, 6 голевых передач — в ЮФЛ-1, 18 матчей: 1 гол, 3 голевые передачи — в ЮФЛ-2, 13 матчей — в МФЛ). С 14 лет привлекался к играм в юношеских сборных России, дебютировал за сборную игроков до 15 лет в 2019 году в матче против команды Вьетнама (U-16). Всего за сборные команды России провёл 17 матчей, в которых забил 2 мяча и отдал 1 голевую передачу.
К главной команде «Рубина» стал привлекаться в сезоне 2021/22 при Леониде Слуцком. 22 июля 2023 года дебютировал в российской премьер-лиге, выйдя в стартовом составе в матче 1-го тура чемпионата против московского «Локомотива» (2:2). Сделав голевую передачу, стал самым молодым ассистентом «Рубина» в РПЛ (18 лет и 115 дней), опередив по этому показателю Хвичу Кварацхелия.

## Статистика

### Клубная
| Выступление      | Выступление      | Выступление      | Лига | Лига | Кубок | Кубок | Еврокубки | Еврокубки | Прочие | Прочие | Итого | Итого |
| Клуб             | Лига             | Сезон            | Игры | Голы | Игры  | Голы  | Игры      | Голы      | Игры   | Голы   | Игры  | Голы  |
| ---------------- | ---------------- | ---------------- | ---- | ---- | ----- | ----- | --------- | --------- | ------ | ------ | ----- | ----- |
| Рубин            | Премьер-лига     | 2023/24          | 18   | 1    | 3     | 0     | —         | —         | —      | —      | 21    | 1     |
| Рубин            | Премьер-лига     | 2024/25          | 27   | 2    | 4     | 1     | —         | —         | —      | —      | 31    | 3     |
| Рубин            | Итого            | Итого            | 45   | 3    | 7     | 1     | —         | —         | —      | —      | 52    | 4     |
| Всего за карьеру | Всего за карьеру | Всего за карьеру | 45   | 3    | 7     | 1     | —         | —         | —      | —      | 52    | 4     |